# Homalosilpha ustulata
Homalosilpha ustulata är en kackerlacksart som först beskrevs av Hermann Burmeister 1838.  Homalosilpha ustulata ingår i släktet Homalosilpha och familjen storkackerlackor. Inga underarter finns listade i Catalogue of Life.